# L'Artiste-peintre
Pour l’article homonyme, voir Artiste-peintre.
L'Artiste-peintre est la cent-onzième histoire de la série Lucky Luke par Morris et Bob De Groot. Elle est publiée pour la première fois en album en 2001 n° 40. Étant donné que Morris décède la même année, c'est le dernier album sorti de son vivant.

## Résumé
Frédérick Remington, peintre talentueux, aime par-dessus tout le Far West et voudrait immortaliser Hiawatha, un chef indien. 
Lucky Luke l'accompagne dans une aventure qui ne sera pas de tout repos.

### Documentation
- Nicolas Pothier, « C'est pas le pied ! », BoDoï, no 41,‎ mai 2001, p. 12.